# Léonard Ginsburg
Pour les articles homonymes, voir Ginsburg.
Léonard Ginsburg, né à Paris le 16 mars 1927 et mort le 31 janvier 2009 à Avon en Seine-et-Marne, est un géologue et paléontologue français.

## Jeunesse
Né dans une famille originaire d'Ukraine, ne pratiquant aucune religion, il est, durant la Seconde Guerre mondiale, contraint de porter l'étoile jaune par l'antisémitisme d'état du régime de Vichy, mais survit grâce aux institutions catholiques qui le cachent en province avec d'autres enfants. Il manifeste, dès cette époque, sa « passion des pierres et des fossiles ».

## Carrière
Léonard Ginsburg commence sa carrière au C.N.R.S. en 1953, se fait connaître en réalisant les études d'impact géologiques pour la construction de la Cathédrale du Sacré-Cœur d'Alger et passe son doctorat en sciences en 1958. C'est alors qu'il se spécialise en paléontologie des vertébrés : il consacre sa thèse d'État aux carnivores du Miocène sous la direction du professeur René Lavocat. L'année suivante, il entre à l'Institut de paléontologie du Muséum national d'histoire naturelle, à Paris, où il travaillera durant 42 ans jusqu'à sa retraite en 1995. Léonard Ginsburg a plus de trois cents publications à son actif, travaillant surtout sur les fossiles de mammifères du Cénozoïque, en particulier les faunes du Miocène d'Eurasie dont il devient un spécialiste mondialement reconnu.
Il s'intéresse aussi aux mammifères et aux dinosaures du Mésozoïque, émettant des doutes sur les capacités d'un seul impact météoritique (théorie d'Alvarez) pour expliquer l'ampleur de l'extinction de masse du Crétacé-Tertiaire, et défendant la thèse des causes multiples, la principale étant selon lui un changement climatique dû à un épisode volcanique massif couplé à une régression marine au Crétacé supérieur. Il parcourt les sites du monde entier à la recherche de nouveaux fossiles qui viendront enrichir les collections du Muséum. Bien que ce ne fut pas sa spécialité, Ginsburg est, entre autres, le co-découvreur de l'un des plus grands amphibiens encore connus à ce jour, trouvé au Lesotho, près d'Alweynskop : un Brachyopoïde d'environ sept mètres de long qui vivait à la fin du Trias et au début du Jurassique. Il a aussi contribué à révéler la grande variété des mammifères mésozoïques, bien plus nombreux et divers qu'on ne le pensait.

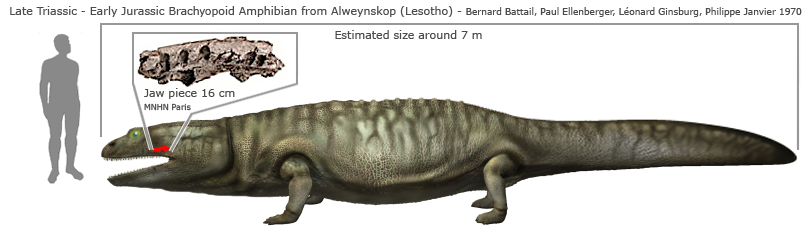
Le Brachyopoïde d'Alweynskop (Lesotho).

## Léonard Ginsburg dans la culture
Léonard Ginsburg a donné de nombreuses interviews scientifiques dans la galerie de Paléontologie et a servi au romancier Bernard Lenteric de modèle pour le personnage de Léonard Guinsberg dans le roman  de science-fiction La guerre des cerveaux publié en 1985. En 1984, Ginsburg retrouve, en rangeant les collections anciennes, une caisse contenant des fossiles de grande dimension, qu'un forain du XVIIIe siècle avait présentés à travers la France comme étant « les ossemens du géant Theutobocus, roy des Teutons, tué par Marius à la bataille d'Aix en Provence » : il en identifie une dent comme étant celle d'un Dinothère, un éléphant disparu. Cette supercherie aurait été initiée au XVIe siècle par Mazuyer, chirurgien à Beaurepaire, et par David Bertrand ou Chenevier, notaire, et déjà dénoncée au XVIIe siècle par un autre chirurgien, Jean Riolan, et au XIXe siècle par l'anatomiste Blainville.
Il fut membre du comité d'honneur de la Maison internationale des poètes et des écrivains de Saint-Malo.
Son nom a été choisi en hommage pour baptiser une espèce découverte sur un gisement paléontologique à Montréal-du-Gers : Ampelomeryx ginsburgi.

## Vie privée
Léonard Ginsbourg devint en 1965 le premier mari de l'algologue Françoise Ardré, sa collègue au Muséum, qu'il épousa selon le rite catholique en l'église Notre-Dame-de-l'Assomption de Conches (Seine-et-Marne), commune dont le nom vient peut-être des coquilles (« conches ») de buccins éocènes fossiles abondants dans les sables aux alentours.

## Articles et livres grand public
- L’extinction de masse des Dinosaures à la lumière de la Paléontologie. L’École, 1965, n°9 : 293-298 et 327-328, 4 fig.
- Sur les traces des Dinosaures. Science et Avenir, 1966, n° 233 : 476-481, 1 fig.
- Comment tuer les Dinosaures ? Science et Avenir, 1975, n° 340 : 602-607, 6 fig.
- Les Vertébrés ces méconnus : 600 millions d'années d'évolution, des origines à l'homme. 222 p., 102 fig., Hachette 1979.
- Préface du livre "Les premiers temps de la vie sur la terre" d'Hervé Lelièvre. Coll. Sciences et Découverte : 7-9; Edit. du Rocher; Paris 1987.
- Préface du livre "Le monde merveilleux de la galerie de Zoologie" du peintre Jürg Kreienbühl: 7-9. Galerie Specht édit.; Bâle 1988.
- Une énigme scientifique : la mort des Dinosaures. Courrier de l’Unesco, traduit en 33 langues. Février 1990 : 44-45, 4 fig.
- La domestication du chat, in "Les chats des pharaons" (catalogue de l'expo). Inst. Royal Sc. nat. de Belgique :16-19, 2 fig., 1990.
- Mummified Egyptian Crocodiles and Alligators, in Crocodiles, Alligators and Caïmans. Weldon Owen Publ. Ed.: 158, 1 fig.; Sydney. Traduction française: Bordas, 1991.
- À propos de l’extinction des Dinosaures. SAGA, numéro spécial “ 60 ans ”, 1999, p. 25-28, 4 fig.